# アボカドオイル

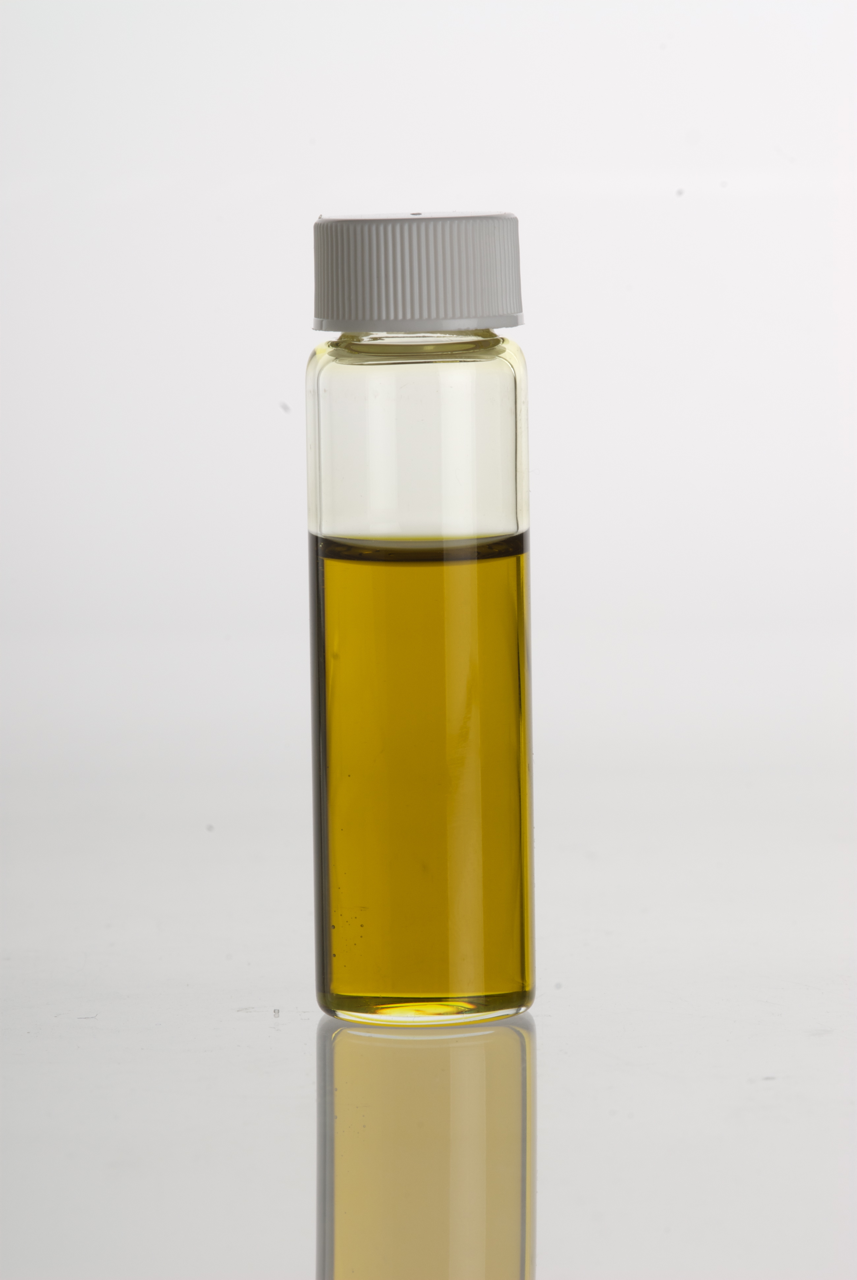
アボカドオイル

アボカドオイル(Avocado oil)は、アボカドの果肉から抽出される食用油である。生食用及び調理用として用いられる。潤滑油や化粧品の原料としても用いられる。
アボカドオイルは、未精製油で250℃、精製油で271℃と非常に高い発煙点を持つ。正確な発煙点は、精製の質や油の保管状態による。

## 利用
アボカドオイルは、キャリアオイルとして優れた働きをする。一不飽和脂肪酸とビタミンEに富み、カロテノイドやその他の栄養素の吸収を促進する。
アボカド果肉を乾燥させてできるだけ脱水した後（果肉は約65%の水分を含む）、化粧品用の油は、通常温度を上げながら溶媒で抽出する。抽出後、精製、漂白、脱臭の後、無臭で黄色の油ができる。食用のコールドプレスのアボカドオイルはエクストラバージンオリーブオイルのように未精製で、そのために果実の特徴的な風味や色が残る。

## 品質
カリフォルニア大学デービス校で2020年に行われた研究で、アメリカ合衆国内で販売される国産及び輸入のアボカドオイルの大部分は、賞味期限前に腐敗していたか、他の油が混入されていたことが判明した。ボトルに「純」や「エクストラバージン」と書かれたアボカドオイルのほぼ100%が大豆油だった事例もあった。

## 性質
アボカドオイルは、種子由来ではない食用油として珍しいものであり、種子の周りの果実を圧搾して得られる。ハスアボカドという品種から得られる未精製のアボカドオイルは特徴的な風味を持ち、一不飽和脂肪酸が多く、250℃以上の高い発煙点を持つため、揚げ物に最適である。ハスアボカドをコールドプレスしたオイルは、クロロフィルやカロテノイドが多く含まれるため、明るいエメラルドグリーン色であり、アボカドの風味、また草やバター、キノコのような風味を持つと言われる。他の品種からは、少し違った特徴の油が得られる。フェルテという品種は、アボカドの風味が弱く、よりキノコの風味が強いと言われる。
アボカドオイルは、オリーブ・オイルと似た一不飽和脂肪酸のプロファイルを持つ。アボカドオイルは弱酸性で、これが高い発煙点に寄与している。未精製のアボカドオイルは、249℃まで安全に加熱できる。未精製、精製のどちらも、焼き物、揚げ物、煮物、バーベキュー、ロースト、ソテー等を含むほとんどの高熱の調理に安全に用いることができる。全ての油と同様、精製度が高いほど、発煙点は高くなる。30mlのアボカドオイルは、3.6mgのビタミンEと146.1mgのβ-シトステロールを含む。